# Jack Newton
Jack Newton (City of Cessnock, 30 januari 1950 – 15 april 2022) was een Australische golfprofessional. Aan zijn carrière kwam een vroegtijdig einde ten gevolge van een ongeluk.
Als amateur won Newton onder meer het Lake Macquarie Amateur in 1969.

## Professional
Newton werd in 1971 professional. Al in 1972 won hij het Dutch Open, dat deel uitmaakte van de nieuwe Europese Tour. Hij speelde tien keer in het Brits Open. In 1975 verbeterde hij het baanrecord op Carnoustie met een ronde van 65, maar hij verloor de 18-holes play-off met 72-71 van Tom Watson, die daar zijn eerste Major won. 

Newton speelde vijf keer in de Masters. In 1980 eindigde hij daar op de 2de plaats achter Severiano Ballesteros.

### Gewonnen
PGA Tour of Australasia
- 1972: City of Auckland Classic (NZ)
- 1976: New South Wales Open
- 1979: Australian Open, New South Wales Open, Order of Merit

Europese Tour
- 1972: Dutch Open, Benson & Hedges Festival
- 1974: Benson & Hedges Match Play Championship, Nigerian Open

PGA Tour
- 1978: Buick-Goodwrench Open

Elders
Onder meer:
- 1975: Sumrie-Bournemouth Better-Ball (met John O'Leary)

## Ongeluk
Newton woonde in Newcastle. In juli 1983 was hij net enkele vrienden naar een rugbywedstrijd in Sydney gegaan. Op 24 juli 1983 zouden ze met een Cessna van het vliegveld van Sydney vertrekken, maar op weg naar het vliegtuig werd hij geraakt door een propeller. Hij overleefde het ongeluk, maar verloor zijn rechterarm en -oog. Hij lag enkele dagen in coma en acht weken in het ziekenhuis. Nadat hij hersteld was, speelde hij weer met een handicap 12. Hij was twintig jaar golfcommentator op de televisie en richtte in 1986 de Jack Newton Junior Foundation op om kinderen tot 18 jaar in contact te brengen met zijn geliefde sport. Er kwam ook een Jack Newton Tour voor junioren. Het geld voor de stichting komt onder meer van de Jack Newton Pro-Celebrity, waaraan 50 koppels meedoen. Hij geeft ook een deel van het geld aan de diabetesstichting.
Een bekende uitspraak van hem is: "Ga niet met ratten om, dan krijg je vlooien". Hij speelde graag oefenrondes met beroemde spelers zoals Jack Nicklaus, Arnold Palmer, Lee Trevino, Tom Weiskopf en Ben Hogan, want hij leerde graag.
Newton was getrouwd en had drie kinderen. Ze woonden op een ranch waar ze paarden fokken. Zijn dochter Kristie is ook golfprofessional. Hij leed de laatste jaren aan de Ziekte van Alzheimer werd en 72 jaar oud.

## Onderscheiden
Op 11 juni 2007 werd Newton onderscheiden met de Medaille van de Orde van Australië.